# Heinz Berggruen
Heinz Berggruen (Berlin-Wilmersdorf, 6 de janeiro de 1914 – Paris, 23 de fevereiro de 2007) foi um coleccionador de arte, galerista e jornalista alemão.
Seguiu estudos em letras e em história da arte em Grenoble e mais tarde na Universidade de Toulouse, antes de se dedicar ao jornalismo, colaborando com o Frankfurter Zeitung.

## Exílio nos Estados Unidos
Heinz Berggruen nasceu em Berlim, numa família judia. Com a chegada ao poder do Partido Nazi, na Alemanha, viu-se obrigado a fugir para os E.U.A. em 1936, à semelhança do que faziam muitos dos seus semelhantes. Escapou assim às perseguições nazis e veio a obter a nacionalidade norte-americana, no país de acolhimento. Durante esse periodo trabalhou como crítico de arte freelance para o The San Francisco Chronicle.

## Regresso à Europa
Depois do fim da ocupação nazi de França, em 1945, instalou-se em Paris, onde abriu em 1947 a sua primeira galeria de arte, dedicando-se igualmente a coleccionar obras de arte, em especial obras de Picasso.
Em 1949 conheceu Pablo Picasso (por intermédio do poeta Tristan Tzara), de quem viria a ser amigo pessoal e o principal coleccionador da sua obra.

## Colecção
Aos 93 anos, Berggruen possuía um dos mais ricos fundos privados de obras de Pablo Picasso, fora de Espanha.
A colecção de Berggruen inclui peças dos primeiros anos do artista espanhol, como um estudo de 1907 para as "Demoiselles d'Avignon" e um retrato de Georges Braque de 1909-10. Entre as peças tardias inclui-se "Seated Nude with Lifted Arms," pintado em 1972, meses antes da morte de Picasso.
O Museu Picasso de Paris exibiu partes da colecção no Outono de 2006.
A colecção de Berggruen no Metropolitan inclui 90 pinturas e esboços de Paul Klee, de toda a sua carreira, fazendo deste museu um dos maiores repositórios de trabalhos de Klee.
Em 1996 doou a Berlim a sua valiosa colecção.
Em 2004 a capital alemã declarou-o «filho predilecto» em reconhecimento do seu «contributo para o enriquecimento cultural de Berlim».
A colecção doada à cidade está instalada no Museum Berggruen, um palacete frente ao Palácio de Charlottenburg, integrando cerca de uma centena de obras de Picasso de todas as fases, além de mais de 20 obras de Henri Matisse e um assinalável número de peças de Paul Klee, Paul Cézanne, Vincent Van Gogh, Alberto Giacometti e Georges Braque.
Em 2006, o Museu Picasso, em Málaga, prestou-lhe uma homenagem através da exposição «Picasso-Berggruen, una colección particular».
Faleceu aos 93 anos, no "Hospital Americano", em Neuilly-sur-Seine, nos arredores de Paris. As causas da morte não foram reveladas.